# Kanton Annecy-4
Kanton Annecy-4 ( tot het decreet van 5 maart 2020 kanton Seynod ) is een kanton van het Franse departement Haute-Savoie. Kanton Annecy-4 maakt deel uit van het arrondissement Annecy en telt 52.535 inwoners in 2018.

## Gemeenten
Het kanton Seynod omvatte tot 2014 de volgende 12 gemeenten:
- Chavanod
- Cran-Gevrier
- Duingt
- Entrevernes
- La Chapelle-Saint-Maurice
- Leschaux
- Montagny-les-Lanches
- Quintal
- Saint-Eustache
- Saint-Jorioz
- Sévrier
- Seynod (hoofdplaats)

Bij de herindeling van de kantons door het decreet van 13 februari 2014, met uitwerking op 22 maart 2015, werd Sévrier overgeheveld naar het kanton Annecy-2.

Op 1 januari werden de gemeenten Annecy-le-Vieux, Cran-Gevrier, Meythet, Pringy en Seynod samengevoegd met de gemeente Annecy, die zo een commune nouvelle werd.
Sindsdien omvat het kanton de volgende gemeenten:
- Annecy (hoofdplaats) ( deel overeenstemmend met de voormalige gemeenten Cran-Gevrier en Seynod )
- Chavanod
- Duingt
- Entrevernes
- La Chapelle-Saint-Maurice
- Leschaux
- Montagny-les-Lanches
- Quintal
- Saint-Eustache
- Saint-Jorioz